# Otto Reislant
Otto Reislant (Lipsia, 31 maggio 1883 – 28 gennaio 1968) è stato un calciatore tedesco, di ruolo centrocampista.